# Pentaboran
Pentaboran, genauer Pentaboran(9), ist eine chemische Verbindung aus der Gruppe der Borane.

## Gewinnung und Darstellung
Pentaboran(9) kann durch Thermolyse von Diboran gewonnen werden, wobei sich als Zwischenprodukt thermolabiles Tetraboran bildet, das sich mit vorhandenem Diboran zu Pentaboran(11) (B5H11) und dieses sich wiederum teilweise zu Pentaboran(9) umsetzt.
{\displaystyle \mathrm {6\ B_{5}H_{11}\longrightarrow 4\ B_{5}H_{9}+5\ B_{2}H_{6}} }

## Strukturelle Eigenschaften

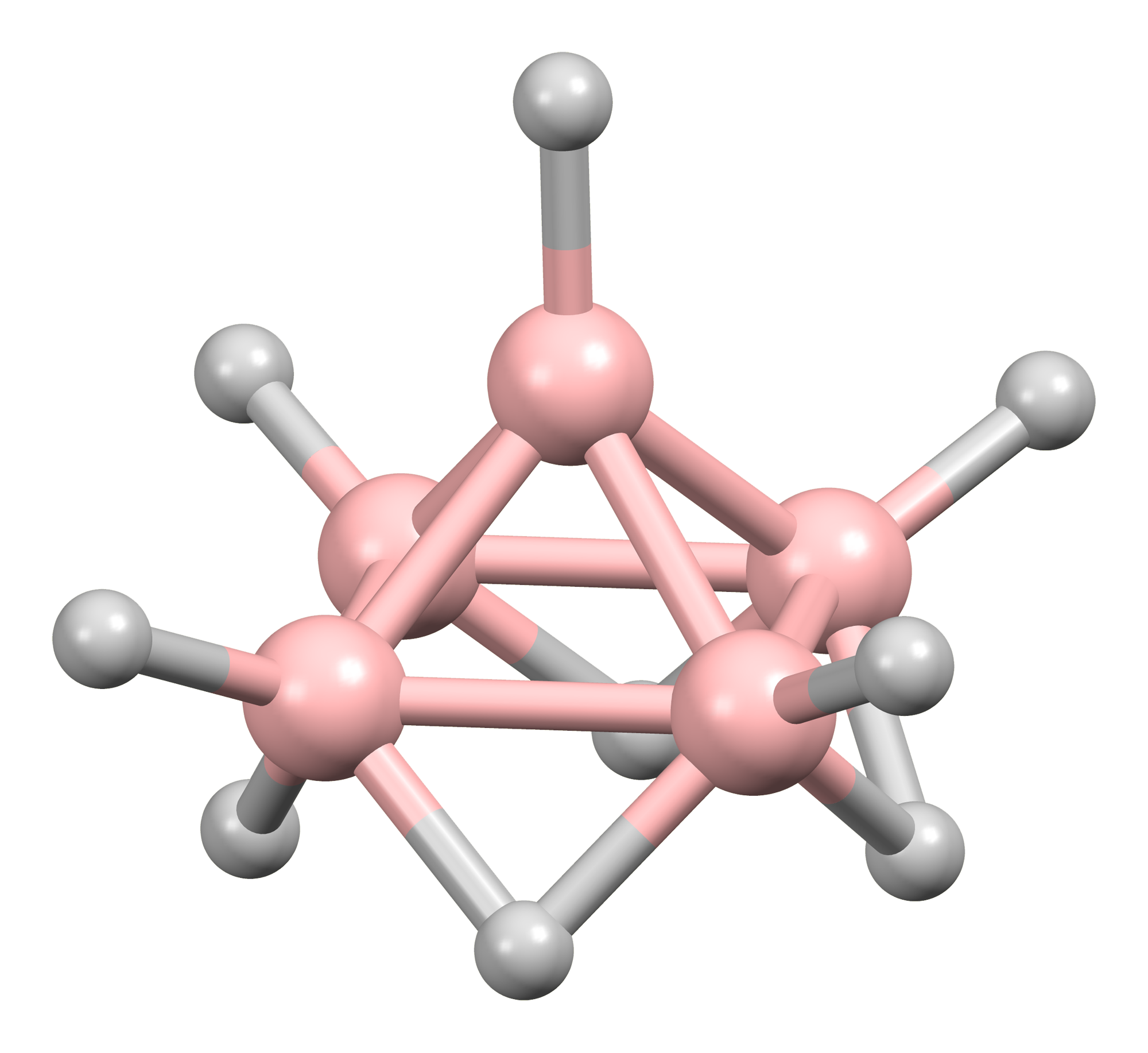
nido-Pentaboran(9)
B_{5}H_{9}

Pentaboran(9) ist ein Boran aus der Gruppe der nido-Borane mit der allgemeinen Summenformel BnHn+4. Die Struktur von Pentaboran(9) leitet sich nach der Wade-Regel von dem geschlossenen Polyeder mit n+1 Ecke, d. h. dem Polyeder mit 5 + 1 = 6 Ecken, dem Oktaeder ab. Hierbei besetzen die fünf Boratome von Pentaboran(9) fünf der sechs Ecken eines Oktaeders. Pentaboran(9) besitzt somit die Struktur einer quadratischen Pyramide.

## Chemische Eigenschaften
Pentaboran(9) ist eine selbstentzündliche, leicht flüchtige, farblose Flüssigkeit mit unangenehmem Geruch, welche sich in Wasser zersetzt.

## Verwendung
Pentaboran(9) wurde in den späten 1950er Jahren in den USA und in den 1960er Jahren von Gluschko in der UdSSR als Raketentreibstoff untersucht. Wie bei anderen Fluor und Bor enthaltenden Treibstoffen verhinderten die vielen Probleme bei der Handhabung und der Sicherheit den Einsatz.

## Sicherheitshinweise
Bei Kontakt von Pentaboran mit Alkoholen, Ammoniak, Sauerstoff, Estern, Ether, Halogenkohlenwasserstoffen und Ketonen besteht Explosionsgefahr. Es kann auch in gefährlicher Weise bei Einwirkung von Wasser, Luft und Hitze reagieren, wobei Borverbindungen und Wasserstoff entstehen.